# Daniel Muriuki
Daniel Mbogo Muriuki (1977) è un ex maratoneta keniota.

## Campionati nazionali
2008
- 60º ai campionati kenioti di corsa campestre - 40'54"

## Altre competizioni internazionali
2003
- 6º alla Mezza maratona di Nazaré ( Nazaré) - 1h05'27"

2006
- 4º alla Maratona di Lewa ( Lewa) - 2h23'06"

2007
- Oro alla Maratona di Hannover ( Hannover) - 2h14'46"
- 30º alla Maratona di Istanbul ( Istanbul) - 2h20'48"
- Bronzo alla Kenyan Armed Forces 30 km ( Nairobi), 30 km - 1h21'38"

2008
- Argento alla Maratona di Hannover ( Hannover) - 2h17'09"
- 18º alla Maratona di Reims ( Reims) - 2h24'18"
- 13º alla Route du Vin Half Marathon ( Remich) - 1h05'08"
- Oro alla The Hague Royal ( L'Aia) - 28'44"
- 5º alla Volksbank Ebingen Citylauf ( Albstadt) - 30'49"

2009
- 4º alla Maratona di Green Bay ( Green Bay) - 2h23'00"
- 7º alla Mezza maratona di Duluth ( Duluth) - 1h06'44"
- 6º alla Ukrop's Monument Avenue ( Richmond) - 29'18"
- 13º alla Cooper River Bridge Run ( Charleston) - 29'57"
- 10º alla Sabates Eye Centers Trolley Run ( Kansas City), 4 miglia - 18'28"

2010
- 65º al Nairobi International Crosscountry ( Nairobi) - 38'07"

2011
- Oro alla Maratona di Lewa ( Lewa) - 2h18'42"
- 76º al Nairobi International Crosscountry ( Nairobi) - 38'11"

2012
- 28º alla Maratona di Nairobi ( Nairobi) - 2h17'34"
- Bronzo alla Maratona di Lewa ( Lewa) - 2h20'33"

2013
- Bronzo alla Maratona di Lewa ( Lewa) - 2h22'29"

2014
- 17º alla Kenya Adventure Double 21k ( Thika) - 1h06'59"[1]

2017
- Argento alla Maratona di Lewa ( Lewa) - 2h22'53"